# Retrato de Charles-Joseph-Laurent Cordier
El retrato de Charles-Joseph-Laurent Cordier es un cuadro pintado por Jean-Auguste-Dominique Ingres en 1811.
Tercero de la serie de los retratos al aire libre pintados en Roma por el artista, representa a Charles-Joseph-Laurent Cordier, un alto funcionario napoleónico a cargo de la inspección del Registro en Italia, ante una vista que representa Tívoli y el templo de la Sibila. El cuadro pertenece desde 1886 al museo del Louvre de París.

## Procedencia
Propiedad del retratado hasta su muerte en 1870, cuando fue legado a su hija la condesa Mortier. En sus colecciones hasta 1886, fecha en que lega el cuadro al Museo del Louvre (Inv. R.F. 477).